# Patrice Dominguez
Patrice Dominguez (ur. 12 stycznia 1950 w Algierze, zm. 12 kwietnia 2015) – francuski tenisista i trener tenisa, reprezentant kraju w Pucharze Davisa.

## Kariera tenisowa
W grze pojedynczej osiągnął 4 finały kategorii ATP World Tour.
Sukcesy odnosił głównie w grze podwójnej, w której wygrał 7 turniejów rangi ATP World Tour oraz awansował do 3 finałów.
W grze mieszanej Dominguez doszedł w 1973 i 1987 roku do finału French Open, najpierw w parze z Betty Stöve, a potem wspólnie z Virginią Ruzici.
W latach 1971–1979 reprezentował Francję w Pucharze Davisa. Rozegrał w zawodach 24 pojedynki, z których w 15 zwyciężył.
W rankingu gry pojedynczej Dominguez najwyżej był na 36. miejscu (23 sierpnia 1973).

### Finały w turniejach wielkoszlemowych

#### Gra mieszana (0–2)
| Końcowy wynik | Nr | Data | Turniej            | Nawierzchnia | Partnerka       | Przeciwnicy                        | Wynik finału |
| ------------- | -- | ---- | ------------------ | ------------ | --------------- | ---------------------------------- | ------------ |
| Finalista     | 1. | 1973 | French Open, Paryż | Ceglana      | Betty Stöve     | Françoise Durr Jean-Claude Barclay | 1:6, 4:6     |
| Finalista     | 2. | 1978 | French Open, Paryż | Ceglana      | Virginia Ruzici | Renáta Tomanová Pavel Složil       | 6:7, krecz   |

## Po zakończeniu kariery
Patrice Dominguez po zakończeniu zawodniczej kariery zajął się pracą trenerską. Był szkoleniowcem Henriego Leconte i Fabrice’a Santora, a w 1990 pełnił funkcję kapitana zespołu francuskiego w Pucharze Davisa. Pracował także jako dyrektor turniejów ATP rozgrywanych we Francji, w Metzu, Montpellier, Tuluzie i Monte Carlo.